# 廣瀨榮理子
廣瀨榮理子（日语：／ Hirose Eriko，1985年3月16日—），兵庫縣川邊郡豬名川町出生，日本女子羽毛球运动员，於2014年12月宣布退役。她畢業於兵庫縣中谷中学校及青森縣青森山田高校，曾效力三洋電機、松下電器及優乃克羽毛球部，在2004至2010年間曾五度贏得全日本綜合羽毛球錦標賽女子單打冠軍，更一度取得三連霸佳績。同時，她亦為日本國家羽毛球隊的重要成員，曾代表國家贏得2010年亞洲運動會羽毛球比賽女子單打銅牌，以及兩度在亞洲羽毛球錦標賽拿得季軍；她也是2008年北京奧運會的日本代表團成員之一。在團體賽方面，她以成員身分為日本隊贏得多哈亞運女團銀牌、2010年和2012年優霸盃季軍，以及2014年優霸盃亞軍。

## 技術特點
廣瀨榮理子的球感非常好，而且拼劲很足，拉吊的失误較少，其「牛皮糖」式的打法（死纏防守性打法）相當具威脅。她的啟蒙教練胡山乔認為，廣瀨从青年时代开始就有很强的综合能力，身体柔韧性好，并且头脑非常好用。三洋電機的教練井田貴子則指出，廣瀨出色的地方在于比赛期間高度集中的注意力；即使在平时的训练中，她的注意力也非常集中。她善于考虑球路的组织，以及如何提高個人水平。

## 簡歷

### 早年及在學時期
廣瀨榮理子在兵庫縣川邊郡豬名川町出生，6歲時跟隨哥哥首次接觸羽毛球運動，在父母安排下，她開始在區內一家羽毛球俱樂部接受华人教练胡山乔指导；及至1996年，就讀六年級的她代表俱樂部在日本全国小学生錦標赛中贏得女單比賽亚军。然而，在进入初中（豬名川町立中谷中学校）後，由於学校並未設有羽毛球部，她因而未能参加日本全国中学生体育联合会组织的比赛，无法在正式比赛中亮相。其後，她在兵库县中学生体育联合会工作人员和胡教练的帮忙下，始能在初中三年级時（1999年）第一次获得参加全国中学生錦標赛的资格，最終贏得了女單比賽季軍。
及至高中阶段，廣瀨榮理子入讀了著名的羽毛球強校青森縣青森山田高校。在高中一、二年级時，她與來自中國的留學生楊藹琳搭檔，先後赢得了全國高等學校錦標賽及全國高等學校選拔大會的女雙項目冠軍；此外，她又協助學校在最重要的全國高校錦標賽中，取得女子團體兩連霸的佳績。而在女單項目方面，她曾赢得2002年度的全國高校錦標賽亞軍，以及兩度稱霸全日本少年羽毛球錦標賽；她又曾以高中生身分亮相國際公開賽，在2002年日本羽球公開賽打進女單比賽的16強，最後負於中國的名將周蜜出局。

### 2003-06年：活躍國際賽事
2003年，18歲的廣瀨榮理子在高中畢業後进入三洋電機公司（其後的松下電器）羽毛球部。当时，隊伍提供了非常良好的训练环境，而且隊中還有田中美保、森香織以及小椋久美子等三位日本全国女单冠军在陣，讓她从前辈身上取得不少经验，丰富自己的球路及提升移动速度。年內，廣瀨亦有機會到世界各地參加不同水平的國際賽事，其中她在7月舉行的西澳洲國際賽及10月舉行的斯洛文尼亞國際賽，都能打進女單準決賽。
2004年，廣瀨首次夺得全日本綜合羽毛球錦標賽和全国排名巡回赛女单冠军，并在同年12月舉行的印尼公開賽中接連击败卢兰、全在娟、莎拉姬·波萨娜等好手，最終摘得女单亚军，創下個人自參加國際賽以來的最佳成績。
2005年，廣瀨榮理子繼續活躍於較高水平的國際賽事。3月份，她在德國公開賽中连胜中国的龚睿那、周蜜，及德國的朱利安·申克，杀入四强；在一周後進行的全英公開賽，她又接连击败各國名將特蕾西·哈勒姆、玛丽亚·克丽斯廷·尤利安蒂、姚洁和徐怀雯，再次进入準決賽，並成为18年来首位打进全英赛女单四强的日本选手。同年8月，廣瀨以9號種子身分出戰在美國阿納海姆舉行的世界羽毛球錦標賽，首次參賽即躋身16強；同年9月，她又出戰在印度海得拉巴舉行的亞洲羽毛球錦標賽，最後奪得女單銅牌。
2006年4月，廣瀨榮理子首次代表日本出戰東京/仙台舉行的優霸盃女子羽毛球團體賽；其中，她在八強赛中不敌荷兰的2号女单茱蒂·梅伦迪克，日本隊最終以總場數2比3落敗出局。及至年底，廣瀨再有機會代表日本國家隊，出戰在卡塔爾多哈舉行的亚洲运动会羽毛球比賽；她協助團隊成功摘得女子團體賽銀牌，但在女單項目則只能打進八強。

### 2007-09年：受傷患困擾
2007年，廣瀨榮理子主力參加超級系列賽級別的賽事，先後在上半年進行的馬來西亞超級賽和新加坡超級賽打進四強。及至7月，当时世界排名第7的廣瀨在菲律賓公開賽期間，右大腿内侧肌肉断裂受傷，伤勢对她参加奥运会积分赛构成了较大影响；她亦因而退出了下半年進行的日本超級賽、中國超級賽和俄羅斯黃金大獎賽。同年12月，她在全日本綜合羽毛球錦標賽期間因为伤病恢复不够理想，最终在16強時弃权退賽。
2008年，廣瀨的表現持續低迷，只曾在4月舉行的印度黃金大獎賽打進四強，但最終仍順利取得參賽資格，代表日本參加8月份在中國北京舉行的奥林匹克运动会羽毛球比賽女子單打項目。在首二輪比賽先後淘汰冰島的拉娜·比约·因戈尔夫斯多蒂尔和越南的黎玉原绒，晉級第三圈。她在16強對戰法國的皮红艳，激戰三局後以1比2（21-12、16-21、21-6）落敗出局，首次奧運之旅亦就此結束。同年12月，她在全日本綜合羽毛球錦標賽重奪女單冠軍。
2009年初，廣瀨的大腿再次受伤，被逼离开赛场超过半年时间，亦因而錯過了8月在印度海得拉巴舉行的世界羽毛球锦标赛。她在復出後取得不錯成績，先後在日本超級賽和丹麥超級賽打進四強，又在年終進行的全日本綜合羽毛球錦標賽成功衛冕女單冠軍。

### 2010-13年：狀態復甦

#### 亞運會奪銅、全日賽三連霸
2010年上半年，廣瀨榮理子先後在馬來西亞超級賽及印尼超級賽打進四強；在同年5月於馬來西亞吉隆坡舉行的優霸盃中，廣瀨擔當日本隊的頭號女單選手，最終助隊伍奪得季軍。同年8月，她出戰法國巴黎舉行的世界羽毛球錦標賽女子單打項目，在16強賽中爆冷以2比1（20-22、21-16、21-18）逆转頭號種子、中國的王仪涵；惜其後以0比2（16-21、17-21）不敵另一位中國選手、7號種子的王琳，八強出局。
同年11月，廣瀨代表日本出戰中國廣州舉行的亞洲運動會羽毛球比賽。她在女單半决赛以0比2（7-21、15-21）不敵中國的汪鑫，贏得一面女單銅牌。此外，她又在年終進行的全日本綜合羽毛球錦標賽女單比賽中成功衛冕，实现三连霸。

#### 全英賽亞軍

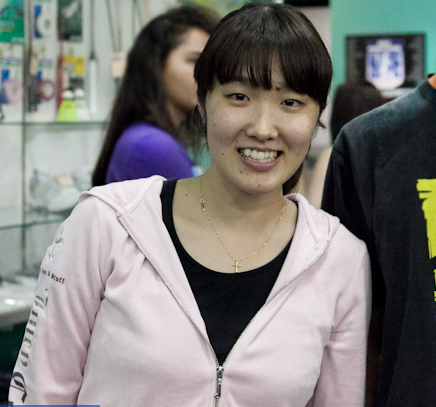
廣瀨榮理子在2011年美國羽毛球黃金大獎賽期間與工作人員合照。

2011年3月，廣瀨榮理子出戰全英首要超級賽，先在四分之一決賽淘汰印度的塞娜·内维尔，再於準決賽擊敗保加利亞的佩蒂娅·内德尔奇娃躋身決賽，追平日本羽毛球女單選手32年前晉級全英公開賽決賽的紀錄。可惜，她在決賽迎戰中國的王適嫻，最終以0比2（22-24、18-21）落敗，僅得亞軍。廣瀨賽後指出，這是自己第一次打进超级系列赛的决赛；当时的身体状况非常好，比赛也打得很顺利。尽管比赛非常艰苦，但是自己的注意力很集中，五场比赛都充分发挥了自己的水平，没能夺冠也是最遗憾的。
在奧運積分計算時期，廣瀨榮理子的世界排名（第24位）落在佐藤冴香和後藤愛之後，無法取得代表日本參加英國倫敦奥运的資格，未能再次出戰奧運會；然而，她在2012年於中國湖北武漢舉行的優霸盃中，再次助隊伍奪得季軍。同年9月，廣瀨出戰日本羽毛球超級賽並打進女單決賽，最後被台灣的戴資穎以1比2（21-9、9-21、14-21）逆轉，屈居亞軍。

#### 亞錦賽再奪銅
2013年4月，廣瀨榮理子出戰在臺北舉行的亞洲羽毛球錦標賽，一舉進入四強，最終在準決賽不敵王仪涵，時隔8年後再次奪得亞錦賽女單銅牌。同年8月，她參加中國廣州舉行的世界羽毛球錦標賽，以11號種子身分出戰女子單打項目；在首圈輪空後，她在第二圈先以2比1力克保加利亞的佩蒂娅·内德尔奇娃晉級；但至第三圈面對7號種子、中國的王適嫻，就以0比2（8-21、13-21）落敗，16強止步。同年，由於效力多年的Panasonic羽毛球部在年間解散，她隨後改与優乃克公司签约。

### 2014年：宣布退役
2014年5月，廣瀨榮理子再度入選日本代表隊出戰在印度首都新德里的優霸盃。雖然她已退居為的第二、三號單打選手，但在隊伍中仍起著重要的作用，在上陣的比賽取得三战三胜佳績，協助日本队时隔33年再次打进决赛，並拿下亞軍。同年8月，她本來以15號種子身分出戰丹麥巴勒魯普自治市舉行的世界羽毛球錦標賽女子單打項目，然而卻在比賽前夕因为右脚疲劳性骨折而被逼退賽，她亦因而放弃參加其後舉行的亚运会。
同年12月，29歲的廣瀨榮理子在全日本綜合羽毛球錦標賽結束後宣布退役，結束其23年的運動員生涯。她表示，感觉自己在羽毛球方面已经尽了最大的努力，也收獲了很多成绩，觉得很满足了；希望在退役后的能從事与羽毛球相关的工作，例如教孩子们打球。
2017年，廣瀨榮理子開始出任日本國家羽毛球隊B隊的教練。

## 主要比賽成績
只列出曾進入準決賽的國際賽事成績：
| 年份   | 賽事                   | 公開賽級別 | 項目     | 成績   |
| ------ | ---------------------- | ---------- | -------- | ------ |
| 2003年 | 西澳洲羽毛球國際賽     | 不適用     | 女子單打 | 準決賽 |
| 2003年 | 斯洛文尼亞羽毛球國際賽 | 不適用     | 女子單打 | 準決賽 |
| 2004年 | 印尼羽毛球公開賽       | 不適用     | 女子單打 | 亞軍   |
| 2005年 | 德國羽毛球公開賽       | 不適用     | 女子單打 | 準決賽 |
| 2005年 | 全英羽毛球公開賽       | 不適用     | 女子單打 | 準決賽 |
| 2005年 | 亞洲羽毛球錦標賽       | 其他       | 女子單打 | 季軍   |
| 2006年 | 泰國羽毛球公開賽       | 不適用     | 女子單打 | 準決賽 |
| 2006年 | 亞洲運動會羽毛球比賽   | 其他       | 女子團體 | 銀牌   |
| 2007年 | 馬來西亞羽毛球超級賽   | 超級賽     | 女子單打 | 準決賽 |
| 2007年 | 大阪羽毛球國際挑戰賽   | 國際挑戰賽 | 女子單打 | 冠軍   |
| 2007年 | 新加坡羽毛球超級賽     | 超級賽     | 女子單打 | 準決賽 |
| 2008年 | 印度羽毛球黃金大獎賽   | 黃金大獎賽 | 女子單打 | 準決賽 |
| 2009年 | 紐西蘭羽毛球大獎賽     | 大獎賽     | 女子單打 | 準決賽 |
| 2009年 | 日本羽毛球超級賽       | 超級賽     | 女子單打 | 準決賽 |
| 2009年 | 丹麥羽毛球超級賽       | 超級賽     | 女子單打 | 準決賽 |
| 2010年 | 馬來西亞羽毛球超級賽   | 超級賽     | 女子單打 | 準決賽 |
| 2010年 | 優霸盃                 | 其他       | 女子團體 | 季軍   |
| 2010年 | 印尼羽毛球超級賽       | 超級賽     | 女子單打 | 準決賽 |
| 2010年 | 亞洲運動會羽毛球比賽   | 其他       | 女子單打 | 銅牌   |
| 2011年 | 全英羽毛球首要超級賽   | 首要超級賽 | 女子單打 | 亞軍   |
| 2011年 | 美國羽毛球黃金大獎賽   | 黃金大獎賽 | 女子單打 | 準決賽 |
| 2011年 | 印度羽毛球黃金大獎賽   | 黃金大獎賽 | 女子單打 | 準決賽 |
| 2012年 | 優霸盃                 | 其他       | 女子團體 | 季軍   |
| 2012年 | 日本羽毛球超級賽       | 超級賽     | 女子單打 | 亞軍   |
| 2012年 | 法國羽毛球超級賽       | 超級賽     | 女子單打 | 準決賽 |
| 2013年 | 亞洲羽毛球錦標賽       | 其他       | 女子單打 | 準決賽 |
| 2013年 | 法國羽毛球超級賽       | 超級賽     | 女子單打 | 準決賽 |
| 2014年 | 優霸盃                 | 其他       | 女子團體 | 亞軍   |

| 2007-2017年 | 首要超級賽 | 超級賽 | 黃金大獎賽 | 大獎賽 | 國際挑戰賽 | 國際系列賽 | 未來系列賽 | 其他 |

### 奧運會和世錦賽參賽紀錄
|          | 2005 | 2006 | 2007 | 2008 | 2009 | 2010 | 2011 | 2012 | 2013 | 2014        |
| -------- | ---- | ---- | ---- | ---- | ---- | ---- | ---- | ---- | ---- | ----------- |
| 女子單打 | 16強 | 16強 | －   | 16強 | －   | 8強  | 32強 | －   | 16強 | 48強 (退賽) |

## 主要對賽紀錄
廣瀨榮理子與主要對手的對賽成績如下（只列出對賽六次或以上對手）：
| 對手                  | 對賽次數 | 對賽結果 | 對賽結果 | 總計 |
| 對手                  | 對賽次數 | 勝       | 負       | 總計 |
| --------------------- | -------- | -------- | -------- | ---- |
| 朱利安·申克           | 10       | 4        | 6        | -2   |
| 王適嫻                | 10       | 1        | 9        | -8   |
| 塞娜·内维尔           | 9        | 5        | 4        | +1   |
| 朱琳                  | 9        | 3        | 6        | -3   |
| 王仪涵                | 9        | 1        | 8        | -7   |
| 莎拉姬·波萨娜         | 8        | 7        | 1        | +6   |
| 阿德里安蒂·菲尔达萨里 | 8        | 4        | 4        | ±0   |
| 黄妙珠                | 8        | 3        | 5        | -2   |
| 蓬迪·布拉那巴硕       | 8        | 3        | 5        | -2   |
| 卢兰                  | 8        | 2        | 6        | -4   |
| 佩蒂娅·内德尔奇娃     | 7        | 6        | 1        | +5   |
| 葉姵延                | 7        | 4        | 3        | +1   |
| 皮红艳                | 7        | 1        | 6        | -5   |
| 成池鉉                | 7        | 0        | 7        | -7   |
| 裴延姝                | 6        | 4        | 2        | +2   |
| 姚洁                  | 6        | 4        | 2        | +2   |
| 戴資穎                | 6        | 3        | 3        | ±0   |
| / 周蜜                | 6        | 2        | 4        | -2   |
| 张宁                  | 6        | 0        | 6        | -6   |
| 其他選手              | 229      | 153      | 80       | +73  |
| 總計                  | 374      | 210      | 168      | +42  |

## 外部連結
- 日本奧林匹克委員會2008年夏季奧林匹克運動會日本代表團名單 （页面存档备份，存于）